# Hällristningarna i Alta
Hällristningarna i Alta vid Altafjorden i Alta kommun i Norge, är Nordeuropas största hällristningsområde.
De första ristningarna upptäcktes alldeles innan pingsten i juni 1973 och fram till idag har man dokumenterat över 6 000 hällristningar och hällmålningar på flera platser omkring Alta. Hällristningarna i Hjemmeluft, Storsteinen, Amtmannsnes och Kåfjord, samt hällmålningarna i Transfarelvdalen blev upptagna på världsarvslistan den 3 december 1985.

## Hällristningarna Hjemmeluft
Hjemmeluft (nordsamiska: Jiepmaluokta) cirka 5 km utanför Alta är det största området. Här finns omkring 3 000 ristningar, indelade i fem faser efter höjd över havet och stilistiska variationer. Här ligger också Världsarvscentret för bergkonst - Alta museum, där man kan se en del av dem, bland annat genom att följa en 2,9 km lång gångstig. De äldsta ristningarna i Hjemmeluft har daterats till cirka 4 200 f.Kr., och området användes troligen fram till de första århundradena.
Bergkonsten i Alta skapades av jägare-samlarefolk. Den visar troligen en del av människornas trosföreställningar och ritualer och var kanske delar av myter eller historier. Men hällristningarna berättar också om de naturliga omgivningarna och naturresurserna, genom det djurliv som är avbildat: ren, älg, björn, hund/varg, räv, hare, gäss, änder, svanar, hälleflundra, lax och val. Utöver arterna från djurriket, visar hällristningarna också människor, båtar, redskap, olika geometriska mönster och figurer. Ofta ser man stora scener där människor och djur deltar i olika aktiviteter, som jakt, samlande och fiske, dans och ritualer.
Hällristningarna i Alta gjordes nära havet, på klippor nära strandzonen. Efter hand som landet steg och nya hala klippor dök upp, började man använda dessa till att göra nya hällristningar på. De äldsta fälten ligger därför långt över dagens havsnivå, medan de yngre ligger längre ner i terrängen. Det är osäkert om hällmålningarna hade samma nära anknytning till havet och strandzonen.
Det hittas fortfarande nya hällristningar i området. Det var i första veckan av juni 1973 som Isak Balandin hittade renar ristade på berghällen nedanför Ole Pedersens hus på östra sidan av viken - han satt i kvällssolen och rökte pipa efter en fisketur med sin son. Fältet fick namnet Ole Pedersen I. Samma vecka såg sprängningsexpert Åge Nilssen (bortgången 2006) ristningar på ovansidan av det stora stenblocket Storsteinen i Bossekop. Han arbetade för kommunen med att färdigställa ett nytt bostadsområde och kontaktade Tromsø Museum, så att Storsteinen räddades åt eftervärlden. En kort tid efteråt fann två unga pojkar, Roar Kristiansen och Stig Ronald Esjeholm, hällristningar när de lekte vid Apanes.
1976 hittade Tor Harry Pedersen hällristningar vid sitt hem på Bergheim i Hjemmeluft och Charles Pedersen upptäckte de första hällristningarna på Apana gård, strax nedanför Bergheim. Hällristningarna som visas på museets guidade turer, är de som ligger på västra sidan av Hjemmeluftviken. De första av dessa upptäcktes 1976 av Svein Erik Thomassen.

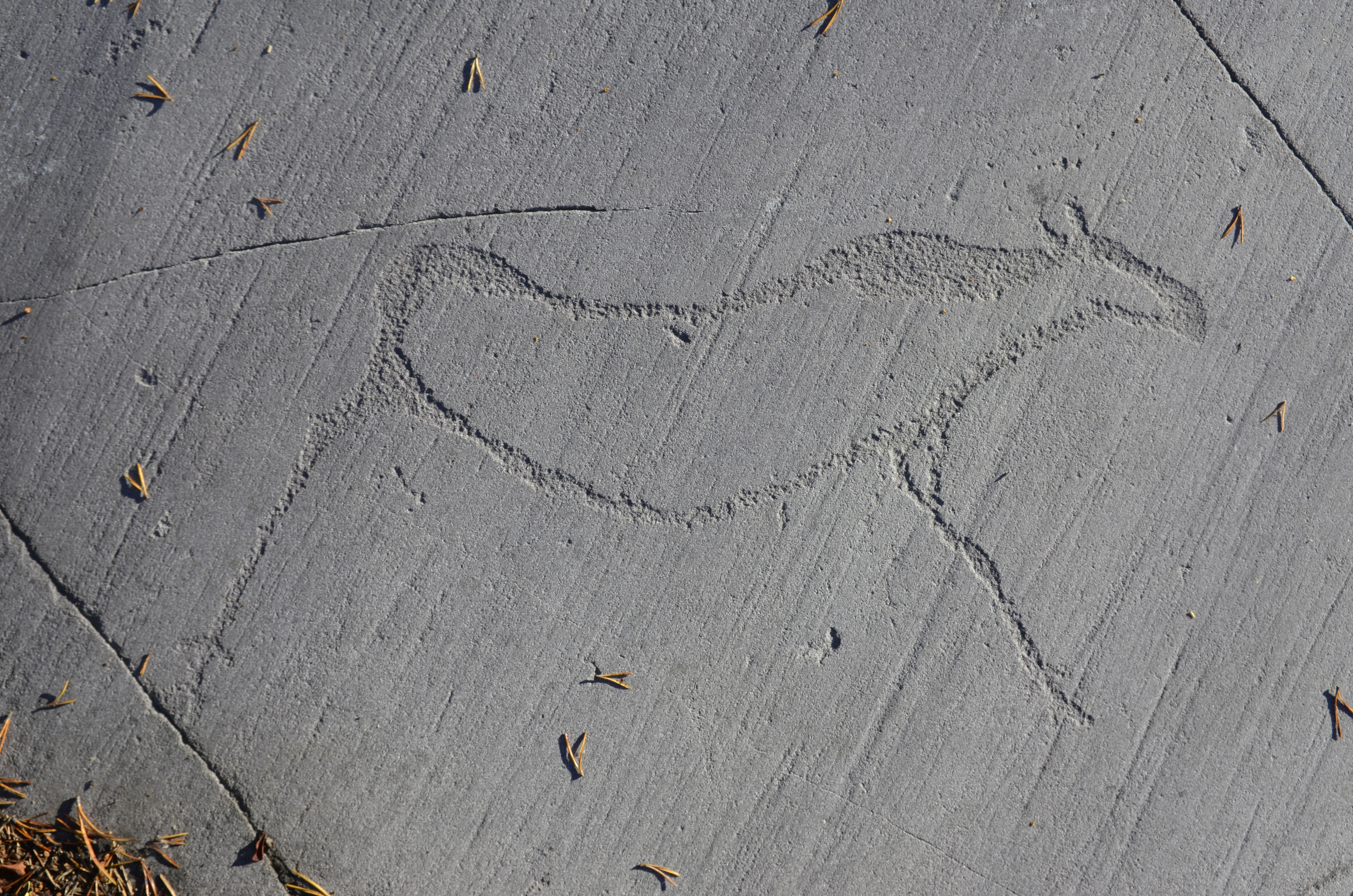
En älg bland hällristningarna i Alta.